# Johannes Linthorst Homan (1844-1926)
Johannes Linthorst Homan (Assen, 16 september 1844 - Havelte, huize Overcinge, 19 november 1926) was een Nederlands jurist en bestuurder.

## Familie
Mr. Linthorst Homan, van de Drentse eigenerfden familie Homan, was een zoon van mr. Jan Tijmens Homan, president van de rechtbank en lid provinciale staten van Drenthe 1853-1863, en Wilmina Aleida Nysingh. Hij kreeg van zijn ouders de voornamen Johannes Linthorst mee. De familienaam Linthorst kwam in de familie toen zijn voorvader Harm Homan in 1671 trouwde met Gezina Linthorst en werd sindsdien vaker als voornaam gegeven. Bij koninklijk besluit (22 april 1899, nr 28) werd de familienaam Homan voor hem en zijn zoon Jan Tijmens gewijzigd in Linthorst Homan. Zijn volledige naam werd hiermee Johannes Linthorst Linthorst Homan.
Linthorst Homan huwde Ida Elisabeth Catharina Kymmell (1843-1918) van het Drentse geslacht Kymmell. Ze erfden het landgoed Overcinge te Havelte. Zijn zoon Jan Tijmens Linthorst Homan volgde hem in 1917 op als commissaris van de Koningin in Drenthe, zijn kleinzonen Hans Linthorst Homan en Harry Linthorst Homan werden tevens commissarissen van de Koningin. Zijn dochter Wilhelmina Aleida Homan trouwde met Johannes Govert Westra van Holthe.

## Loopbaan
Linthorst Homan studeerde rechten aan de Rijksuniversiteit Groningen en vestigde zich in 1866 als advocaat en procureur in Assen. Hij was daarnaast lid van de Gedeputeerde Staten van Drenthe. In 1904 werd hij door koningin Wilhelmina benoemd tot commissaris van de Koningin in deze provincie. Hij was 1904-1917 tevens curator van de Groninger Universiteit.
Hij werd meerdere malen koninklijk onderscheiden en was ridder in de Orde van de Nederlandse Leeuw en werd 7 juli 1907, ter gelegenheid van koninklijk bezoek aan Drenthe, commandeur in de Orde van Oranje-Nassau.
- Biografisch Portaal: 56789869
- Parlement.com: vg09llyzbmva